# Žalm 68
Žalm 68 („Povstane Bůh, a rozprchnou se jeho nepřátelé“) je biblický žalm. V překladech, které číslují podle Septuaginty, se jedná o 67. žalm. Žalm je nadepsán těmito slovy: „Pro předního zpěváka, Davidův. Zpívaný žalm.“ Podle některých vykladačů toto nadepsání znamená, že žalm byl určen k tomu, aby jej při určitých příležitostech odzpívával zkušený zpěvák s doprovodem hudby za přítomnosti krále z Davidova rodu. Tradiční židovský výklad naproti tomu považuje žalmy, které jsou označeny Davidovým jménem, za ty, které sepsal přímo král David.

## Užití v liturgii
V židovské liturgii jsou poslední dva verše žalmu součástí ranní modlitby v části zvané Psukej de-zimra („Verše písní“). Tyto verše jsou tam záměrně zakomponovány z jednoho hlavního důvodu. Zdůrazňují totiž myšlenku, že bázeň před Bohem se sytí ve svatyních, které stály nebo která v budoucnu znovu bude stát na chrámové hoře, a že izraelský lid, pokud chce obstát mezi národy, musí tuto bázeň odtud čerpat minimálně formou vzpomínek a očekáváním.